# HIDEKI SAIJO LIFE WORK 7 TREASURES
『HIDEKI SAIJO LIFE WORK 7 TREASURES』（ヒデキ・サイジョウ・ライフワーク・7トレジャーズ）は、1997年1月22日に発売された西城秀樹のヒストリー・ビデオ（VHS）である。

## 内容
- 西城秀樹のデビュー25周年を記念して発売されたヒストリー・ビデオである。
- 過去に出演したコマーシャル、テレビドラマ、主演映画などの映像が収録されている。
- デビュー曲『恋する季節』から『パラサイト・ラヴ』まで75枚のシングル・ジャケットで綴る、1曲毎にそのエピソードを掲載したブックレット付き。

## 収録曲
1. YOUNG MAN (Y.M.C.A.)
作詞：V.Willis・H.Belolo　日本語詞：あまがいりゅうじ　作曲：J.Morali　編曲：大谷和夫
2. 恋する季節
作詞：麻生たかし　作曲：筒美京平　編曲：高田弘
3. 青春に賭けよう
作詞：たかたかし　作曲：鈴木邦彦　編曲：馬飼野康二
4. 激しい恋
作詞：安井かずみ　作曲・編曲：馬飼野康二
5. 情熱の嵐
作詞：たかたかし　作曲：鈴木邦彦　編曲：馬飼野康二
6. ギャランドゥ
作詞・作曲：もんたよしのり　編曲：大谷和夫
7. ブーメランストリート
作詞：阿久悠　作曲：三木たかし　編曲：萩田光雄
8. CHINA ROSE
作詞：サンプラザ中野　作曲・編曲：白石紗澄李　編曲：鈴木雅也
  - シングル『パラサイト・ラヴ』C/W収録曲
9. round'n'round
作詞・作曲・編曲：白石紗澄李　編曲：鈴木雅也
10. ブルースカイ ブルー
作詞：阿久悠　作曲・編曲：馬飼野康二

## 復刻盤
- 2003年12月17日発売のDVD『THE STAGES OF LEGEND - 栄光の軌跡 -』（7枚組）の中の6枚目
- 2015年7月15日発売のDVD『THE STAGES OF LEGEND -栄光の軌跡- HIDEKI SAIJO AND MORE』（9枚組）の中の6枚目